# Élections communales à Plan-les-Ouates
Cet article présente les résultats des élections communales à Plan-les-Ouates (canton de Genève, Suisse), par législature depuis 1999.
Appelées élections municipales, elles comprennent l'élection du Conseil administratif (exécutif) et celle du Conseil municipal (législatif).

## Législature 2025-2030

### Élection du Conseil administratif
L'élection a lieu en deux tours, les 23 mars 2025 et 13 avril 2025. Le premier tour a lieu en même temps qie l'élection du Conseil municipal. 
Six candidats se présentent au premier tour, une libérale-radicale (PLR), un pour Le Centre et les Vert'Libéraux, un Vert, une socialiste, un UDC, et un pour le parti Libertés et Justice Sociale (LJS). La PLR Fabienne Monbarron est élue dès le premier tour, avec 1765 voix, la majorité absolue étant à 1732 voix. Le second tour voit s'affronter trois candidats pour les deux sièges restants. Sont élus le candidat du Centre et des Verts Libéraux Philippe Rochetin avec 1835 voix et le candidat Vert Mario Rodriguez avec 1670 voix. Ils sont suivis par le candidat UDC Jean-Christophe Delfim qui recueille 1005 voix. Le taux de participation s'élève à 39.63% pour le premier tour et à 32,74% pour le second tour.
| Nom des candidats        | Suffrages | Parti | Parti                             | Statut   |
| ------------------------ | --------- | ----- | --------------------------------- | -------- |
| MONBARON-STRESS Fabienne | 1 765     |       | PLR                               | Élue     |
| ROCHETIN Philippe        | 1523      |       | Le Centre                         | Non élu  |
| RODRIGUEZ Mario          | 1 521     |       | Les Verts                         | Non élu  |
| RÜEGGER Nathalie         | 1 124     |       | PS                                | Non élue |
| LENOIR Nicolas           | 912       |       | Libertés et Justice Sociale (LJS) | Non élu  |
| DELFIM Jean-Christophe   | 890       |       | UDC                               | Non élu  |
|                          |           |       |                                   |          |
| Majorité absolue         | 1 732     |       |                                   |          |
| Participation            | 39,63 %   |       |                                   |          |

| Nom des candidats      | Suffrages | Parti | Parti     | Statut  |
| ---------------------- | --------- | ----- | --------- | ------- |
| ROCHETIN Philippe      | 1835      |       | Le Centre | Élu     |
| RODRIGUEZ Mario        | 1 670     |       | Les Verts | Élu     |
| DELFIM Jean-Christophe | 1005      |       | UDC       | Non élu |
|                        |           |       |           |         |
| Participation          | 32,74 %   |       |           |         |

### Élection du Conseil municipal
L'élection a lieu le 23 mars 2025, en même temps que le premier tour de l'élection du conseil administratif.   
Le taux de participation s'élève à 39,63%.
L'UDC rentre au Conseil municipal avec 3 sièges, les Vert'Libéraux alliés avec le Centre obtiennent 7 sièges, les Verts et le MCG perdent 1 siège chacun et le Parti Socialiste gagne 2 sièges. 
Le 5 juin 2025, on apprend qu'une conseillère municipale élue sur la liste UDC a finalement décidé de siéger dans les rangs du MCG: le MCG gagne donc un siège et passe à 3, tandis que l'UDC n'a plus que 2 sièges.  
| Voix                              | Suffrages en % | +/-     | Sièges | +/-    |               |
| --------------------------------- | -------------- | ------- | ------ | ------ | ------------- |
| Le Centre Vert'libéraux           | 734            | 23,67 % | 23,67  | 7 / 27 | 7             |
| Parti libéral-radical             | 682            | 21,53 % | 0,2    | 6 / 27 | en stagnation |
| Les Verts                         | 520            | 16,38 % | 6,26   | 5 / 27 | 1             |
| Parti socialiste                  | 381            | 9,51 %  | 12,07  | 4 / 27 | 2             |
| UDC                               | 352            | 11,05 % | 11,05  | 3 / 27 | 3             |
| Mouvement citoyens genevois       | 263            | 8,47 %  | 3,76   | 2 / 27 | 1             |
| Libertés et Justice Sociale (LJS) | 211            | 6,83 %  | 6,83   | 0 / 27 | en stagnation |

## Législature 2020-2025

### Élection du Conseil administratif
L'élection a lieu en deux tours, les 15 mars 2020 et 5 avril 2020. Le premier tour a lieu en même temps que l'élection du Conseil municipal.
Huit candidats se présentent au premier tour : deux démocrates-chrétiens (PDC), deux libéraux-radicaux (PLR), un socialiste (PS), un Vert, un Vert libéral et un représentant du Mouvement citoyens genevois (MCG). Aucun n'atteint la majorité absolue, fixée à 1 570 suffrages, même si le démocrate-chrétien sortant Xavier Magnin (1 532) la frôle. Il est suivi par la libérale-radicale sortante Fabienne Monbaron-Stress (1 265), le Vert Mario Rodriguez (1 084) et la socialiste Nathalie Rüegger (1 052). Les autres candidats sont distancés à plus de 300 voix d'écart. Le taux de participation s'élève à 41,96 %.
| Nom des candidats        | Suffrages | Parti | Parti         | Statut   |
| ------------------------ | --------- | ----- | ------------- | -------- |
| MAGNIN Xavier            | 1 532     |       | PDC           | Non élu  |
| MONBARON-STRESS Fabienne | 1 265     |       | PLR           | Non élue |
| RODRIGUEZ Mario          | 1 084     |       | Les Verts     | Non élu  |
| RÜEGGER Nathalie         | 1 052     |       | PS            | Non élue |
| LENOIR Nicolas           | 753       |       | Vert'libéraux | Non élu  |
| RIGHETTI Roberto         | 736       |       | PLR           | Non élu  |
| ROCHETIN Philippe        | 683       |       | PDC           | Non élu  |
| VALENTIN Francisco       | 625       |       | MCG           | Non élu  |
|                          |           |       |               |          |
| Majorité absolue         | 1 570     |       |               |          |
| Participation            | 41,96 %   |       |               |          |

Comme seuls trois candidats se présentent au second tour pour les trois postes à pourvoir, le second tour de l'élection est tacite et la composition politique de l'exécutif communal ne change pas.
Le Conseil administratif de la nouvelle législature est donc composé d'un représentant du PDC, Xavier Magnin (réélu), d'une représentante du PLR, Fabienne Monbaron-Stress (réélue), et d'un représentant des Verts, Mario Rodriguez (nouvel élu).

### Élection du Conseil municipal
L'élection a lieu le 15 mars 2020, en même temps que le premier tour de l'élection du Conseil administratif.
Elle voit une nette progression des Verts (+ 8,76 % des suffrages et gain de trois sièges) et des Verts libéraux, alliés au mouvement de soutien au monde associatif et à la mobilisation citoyenne Fédéraction citoyenne (+ 8,45 %, gain de deux sièges) et, dans une moindre mesure, du PDC devenu Le Centre (+ 4,93 %, gain d'un siège), au détriment des trois autres partis représentés au législatif de la commune (PLR, PS et MCG, qui perdent chacun un siège et voient leurs suffrages reculer d'un peu plus de 3 %). Le taux de participation s'élève à 41,96 %.
| Parti                                 | Voix | Suffrages en % | +/-  | Sièges | +/- |
| ------------------------------------- | ---- | -------------- | ---- | ------ | --- |
| Le Centre                             | 717  | 25,44 %        | 4,93 | 6 / 25 | 1   |
| Les Verts                             | 669  | 22,64 %        | 8,76 | 6 / 25 | 3   |
| Parti libéral-radical                 | 604  | 21,73 %        | 3,52 | 6 / 25 | 1   |
| Mouvement citoyens genevois           | 342  | 12,22 %        | 3,53 | 3 / 25 | 1   |
| Parti socialiste                      | 256  | 9,51 %         | 3,13 | 2 / 25 | 1   |
| Vert'libéraux - Fédéraction citoyenne | 227  | 8,45 %         | 8,45 | 2 / 25 | 2   |

## Législature 2015-2020

### Élection du Conseil administratif
L'élection a lieu en deux tours, les 19 avril 2015 et 10 mai 2015. Le premier tour a lieu en même temps que l'élection du Conseil municipal.
Cinq candidats se disputent les trois postes disponibles. La libérale-radicale Fabienne Monbaron-Stress et le Verts Thierry Durand se représentent et le démocrate-chrétien Xavier Magnin brigue la succession de sa camarade de parti Geneviève Arnold ; les Verts libéraux présentent Laurent Seydoux ; le MCG, Francisco Valentin.
Personne n'atteint la majorité absolue (1 466 suffrages) au premier tour, même si le PDC Xavier Magnin (1 446) et la PLR Fabienne Monbaron-Stress (1 405) la manquent de peu. Le Vert Thierry Durand suit avec 899 suffrages, avec une avance de 200 et 300 suffrages sur les deux derniers candidats : Laurent Seydoux (Vert'libéraux) en obtient 664 et Francisco Valentin (MCG) 556. Le taux de participation s'élève à 42,38 %.
Tous les candidats se maintiennent au second tour, qui se déroule le 10 mai 2015. Ils arrivent dans le même ordre qu'au premier tour : Xavier Magnin (PDC) est élu avec 1 416 suffrages, Fabienne Monbaron-Stress (PLR) et Thierry Durand (Verts) sont réélus avec respectivement 1 385 et 934 suffrages, tandis que Laurent Seydoux (Vert'libéraux) et Francisco Valentin échouent à décrocher un siège avec respectivement 606 et 400 voix. Le taux de participation, qui s'élève à 36,27 %, est plus faible qu'au premier tour.

### Élection du Conseil municipal
L'élection a lieu le 19 avril 2015.
Elle voit un recul du PDC (- 5,14 % des suffrages, perte de deux sièges) et une progression du PLR (+ 3,99 %, gain de deux sièges) et des Verts (+ 2,39 %, même nombre de sièges). Le taux de participation s'élève à 42,43 %.
|                             |      |                |      |        |     |  |  |  |  |  |  |  |  |  |  |  |  |  |  |
| Partis                      | Voix | Suffrages en % | +/-  | Sièges | +/- |  |  |  |  |  |  |  |  |  |  |  |  |  |  |
| Parti libéral-radical       | 675  | 25,25 %        | 3,99 | 7 / 25 | 2   |  |  |  |  |  |  |  |  |  |  |  |  |  |  |
| Parti démocrate-chrétien    | 532  | 20,51 %        | 5,14 | 5 / 25 | 2   |  |  |  |  |  |  |  |  |  |  |  |  |  |  |
| Mouvement citoyens genevois | 427  | 15,76 %        | 1,58 | 4 / 25 | 0   |  |  |  |  |  |  |  |  |  |  |  |  |  |  |
| Les Verts                   | 380  | 13,88 %        | 2,39 | 3 / 25 | 0   |  |  |  |  |  |  |  |  |  |  |  |  |  |  |
| Parti socialiste            | 342  | 12,65 %        | 0,90 | 3 / 25 | 0   |  |  |  |  |  |  |  |  |  |  |  |  |  |  |
| Vert'libéraux               | 311  | 11,95 %        | 0,57 | 3 / 25 | 0   |  |  |  |  |  |  |  |  |  |  |  |  |  |  |

## Législature 2011-2015

### Élection du Conseil administratif
L'élection a lieu le 17 avril 2011. Quatre candidats se disputent les trois postes disponibles : les trois sortants, à savoir la démocrate-chrétienne Geneviève Arnold, le Vert Thierry Durand et le Vert libéral Laurent Seydoux, et la libérale-radicale Fabienne Monbaron-Stress.
Geneviève Arnold finit largement en tête, avec 1 116 suffrages, suivie par Thierry Durant avec 925 suffrages et sont donc réélus. La radicale Fabienne Monbaron-Stress récolte 889 suffrages, soit 62 de plus que le sortant Laurent Seydoux, qu'elle évince donc de l'exécutif de la commune.
Le taux de participation s'élève à 37,27 %.

### Élection du Conseil municipal
L'élection a lieu le 13 mars 2011. En raison de l'augmentation de la population communale, qui dépasse désormais les 10 000 personnes, le Conseil municipal passe de 23 à 25 membres. L'élection est aussi la première où le Parti libéral et le Parti radical fusionnés se présentent en commun, sous l'appellation Parti libéral-radical, et où le Mouvement citoyens genevois présente des candidats. Le mouvement Action villageoise devient le parti Vert libéral.
|                             |      |                |       |        |     |  |  |  |  |  |  |  |  |  |  |  |  |  |  |
| Partis                      | Voix | Suffrages en % | +/-   | Sièges | +/- |  |  |  |  |  |  |  |  |  |  |  |  |  |  |
| Parti démocrate-chrétien    | 646  | 25,65 %        | 1,65  | 7 / 25 | 1   |  |  |  |  |  |  |  |  |  |  |  |  |  |  |
| Parti libéral-radical       | 537  | 21,26 %        | 21,26 | 5 / 25 | 5   |  |  |  |  |  |  |  |  |  |  |  |  |  |  |
| Mouvement citoyens genevois | 462  | 17,34 %        | 17,34 | 4 / 25 | 4   |  |  |  |  |  |  |  |  |  |  |  |  |  |  |
| Vert'libéraux               | 314  | 12,51 %        | 12,51 | 3 / 25 | 3   |  |  |  |  |  |  |  |  |  |  |  |  |  |  |
| Socialiste pluraliste       | 311  | 11,75 %        | 0,24  | 3 / 25 | 0   |  |  |  |  |  |  |  |  |  |  |  |  |  |  |
| Les Verts                   | 301  | 11,49 %        | 3,03  | 3 / 25 | 0   |  |  |  |  |  |  |  |  |  |  |  |  |  |  |

## Législature 2007-2011

### Élection du Conseil administratif
L'élection a lieu le 29 avril 2007. Elle oppose cinq candidats : la démocrate-chrétienne sortante Geneviève Arnold, le représentant sortant d'Action villageoise Laurent Seydoux, le Vert Thierry Durand, la radicale Fabienne Monbaron-Stress et le libéral Pierre-Alain Gaud.
Geneviève Arnold finit en tête, avec 1 066 suffrages, devant Laurent Seydoux et Thierry Durand, qui se suivent à 33 suffrages d'écart (891 et 858). Fabienne Monbaron-Stress récolte plus de 100 suffrages en moins (724), tandis que Pierre-Alain Gaud est distancé avec 519 suffrages. Un Vert remplace donc un libéral à l'exécutif de la commune.
Le taux de participation s'élève à 42,23 %.

### Élection du Conseil municipal
L'élection a lieu le 25 mars 2007. En raison de l'augmentation de la population communale, qui dépasse désormais les 8 000 personnes, le Conseil municipal passe de 21 à 23 membres
Elle voit les Verts accéder au législatif, avec trois sièges (14,52 % des suffrages) et le PDC gagner un siège, redevenant ainsi le parti le mieux représenté, avec six sièges (24,01 %). Le Parti radical accuse un léger recul du pourcentage de suffrages récoltés (- 0,67 % à 15,17 %), mais gagne quand même un siège en plus. Ces progressions se font aux dépens d'Action Villageoise, qui perd deux sièges (recul de 8,36 % des suffrages) et du Parti libéral, qui en perd un (- 2,27 % des suffrages). Les socialistes conservent les trois sièges détenus jusqu'ici par la liste Plan alternatives (11,99 % des suffrages).
Le taux de participation s'élève à 40,81 %.
|                          |      |                |       |        |     |  |  |  |  |  |  |  |  |  |  |  |  |  |  |
| Partis                   | Voix | Suffrages en % | +/-   | Sièges | +/- |  |  |  |  |  |  |  |  |  |  |  |  |  |  |
| Parti démocrate-chrétien | 502  | 24,01 %        | 1,35  | 6 / 23 | 1   |  |  |  |  |  |  |  |  |  |  |  |  |  |  |
| Action Villageoise       | 427  | 19,50 %        | 8,36  | 4 / 23 | 2   |  |  |  |  |  |  |  |  |  |  |  |  |  |  |
| Parti radical            | 324  | 15,17 %        | 0,67  | 4 / 23 | 1   |  |  |  |  |  |  |  |  |  |  |  |  |  |  |
| Parti libéral            | 315  | 14,81 %        | 2,27  | 3 / 23 | 1   |  |  |  |  |  |  |  |  |  |  |  |  |  |  |
| Les Verts                | 321  | 14,52 %        | 14,52 | 3 / 23 | 3   |  |  |  |  |  |  |  |  |  |  |  |  |  |  |
| Parti socialiste         | 264  | 11,99 %        | 11,99 | 3 / 23 | 3   |  |  |  |  |  |  |  |  |  |  |  |  |  |  |

## Législature 2003-2007

### Élection du Conseil administratif
L'élection a lieu le 4 mai 2003.
Seuls trois candidats se présentent pour les trois postes et sont donc élus, la démocrate-chrétienne Geneviève Arnold avec 696 voix, le représentant d'Action villageoise Laurent Seydoux avec 678 voix et le sortant libéral Maurice Baratelli avec 589 voix.
Le taux de participation s'élève à 36,75 %.

### Élection du Conseil municipal
L'élection a lieu le 30 mars 2003.
Elle voit une progression d'Action villageoise, qui gagne un siège (4,94 % de suffrages en plus) et devient le parti le mieux représenté au législatif, devant le PDC qui perd 2,43 de suffrages mas maintient ses cinq sièges. Le Parti libéral et le Parti radical maintiennent leurs positions. Plan alternative remplace le Parti socialiste, mais ne parvient à conserver que trois sièges sur quatre.
Le taux de participation s'élève à 44,30 %.
|                          |      |                |       |        |     |  |  |  |  |  |  |  |  |  |  |  |  |  |  |
| Partis                   | Voix | Suffrages en % | +/-   | Sièges | +/- |  |  |  |  |  |  |  |  |  |  |  |  |  |  |
| Action villageoise       | 487  | 27,86 %        | 4,94  | 6 / 21 | 1   |  |  |  |  |  |  |  |  |  |  |  |  |  |  |
| Parti démocrate-chrétien | 382  | 22,65 %        | 2,43  | 5 / 21 | 0   |  |  |  |  |  |  |  |  |  |  |  |  |  |  |
| Parti libéral            | 288  | 17,08 %        | 0,90  | 4 / 21 | 0   |  |  |  |  |  |  |  |  |  |  |  |  |  |  |
| Plan alternatives        | 294  | 16,56 %        | 16,56 | 3 / 21 | 3   |  |  |  |  |  |  |  |  |  |  |  |  |  |  |
| Parti radical            | 264  | 15,84 %        | 0,19  | 3 / 21 | 0   |  |  |  |  |  |  |  |  |  |  |  |  |  |  |

## Législature 1999-2003

### Élection du Conseil administratif
L'élection a lieu le 2 mai 1999.
Les trois candidats sortants, à savoir le démocrate-chrétien François Gillet (846 suffrages), le représentant d'Action Villageoise Alain Sauty (753 suffrages) et le libéral Maurice Baratelli (685 suffrages) sont réélus. La candidate socialiste Élisabeth Chatelain Durand récolte plus de 118 suffrages de moins (567) que le dernier élu.
Le taux de participation s'élève à 41,18 %.

### Élection du Conseil municipal
L'élection a lieu le 29 mars 1999.
Elle voit une progression de près de 3 % des suffrages du Parti libéral et du Parti socialiste, qui gagnent chacun un siège, au détriment d'Action villageoise (- 5,1 %) et du Parti radical (- 2,88 %), qui perdent chacun un siège. Le Parti démocrate-chrétien progresse de 2,21 % des suffrages et maintient ses cinq sièges.
Le taux de participation s'élève à 45,27 %.
| Plan-les-Ouates Parliament. |      |                |      |        |     |
| Partis                      | Voix | Suffrages en % | +/-  | Sièges | +/- |
| Parti démocrate-chrétien    | 332  | 25,08 %        | 2,21 | 5 / 21 | 0   |
| Action villageoise          | 312  | 22,92 %        | 5,1  | 5 / 21 | 1   |
| Parti socialiste            | 279  | 19,77 %        | 2,87 | 4 / 21 | 1   |
| Parti libéral               | 214  | 16,18 %        | 2,9  | 4 / 21 | 1   |
| Parti radical               | 225  | 16,03 %        | 2,88 | 3 / 21 | 1   |